# 숙원 이씨 (중종)
숙원 이씨(淑媛 李氏, ? ~ 1520년)는 조선 중종의 후궁으로 정순옹주(貞順翁主)와 효정옹주(孝靜翁主)를 낳았으며 산욕으로 훙서하였다.

## 생애
숙원 이씨는 이백선(李白先)의 딸이며, 정순옹주(貞順翁主)와 효정옹주(孝靜翁主)를 낳고 사망하였다. 그외에 별다른 기록이 남아있지 않아 알 수 없다.
1544년(중종 39년) 효정옹주 사망과 관련하여 그녀의 동생인 상궁 은대(銀代)와 친정 어머니가 실록에 등장한다.

## 숙원 이씨가 등장하는 작품
- 《대장금》 (MBC, 2003년~2004년, 배우:박은혜)

## 대중 문화
드라마 〈대장금〉과 애니메이션 〈장금이의 꿈〉에서는 '이연생'이라는 이름의 장금이의 친구로 나오며, 중종의 승은을 입어 후궁이 되는 것으로 나오지만 사실을 바탕으로 한 것은 아니다.

## 가족 관계
- 부 : 이백선(李白先)
- 모 : 미상
  - 여동생 : 상궁 은대(銀代)
- 남편 : 중종(中宗, 1488 ~ 1544)
  - 장녀 : 정순옹주(貞順翁主, 1517 ~ 1581)
  - 차녀 : 효정옹주(孝靜翁主, 1520 ~ 1544)